# 圣欧班迪普兰
圣欧班迪普兰（法語：Saint-Aubin-du-Plain，法語發音：[sɛ̃.t‿obɛ̃ dy plɛ̃]）是法国德塞夫勒省的一个市镇，位于该省北部，属于布雷叙尔区。

## 地理
圣欧班迪普兰（46°55'26"N, 0°28'34"W）面积14.06 平方千米，位于法国新阿基坦大区德塞夫勒省，该省份为法国西部内陆省份，北起曼恩-卢瓦尔省，西接旺代省，南至夏朗德省和滨海夏朗德省，东临维埃纳省。
与圣欧班迪普兰接壤的市镇（或旧市镇、城区）包括：布雷敘爾、武尔芒坦、阿让托奈。
圣欧班迪普兰的时区为UTC+01:00、UTC+02:00（夏令时）。

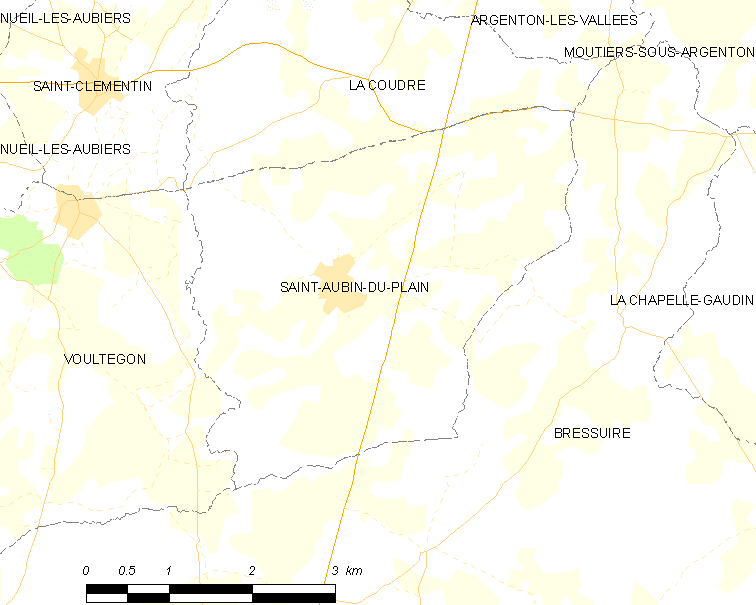
圣欧班迪普兰的OSM定位图

## 行政
圣欧班迪普兰的邮政编码为79300，INSEE市镇编码为79238。

## 政治
圣欧班迪普兰所属的省级选区为莫莱翁县。

## 交通
德塞夫勒省省道D748线经过圣欧班迪普兰境内。

## 人口

1962-2008年间圣欧班迪普兰人口变化图示

圣欧班迪普兰于2022年1月1日时的人口数量为561人。